# Pech (volk)
De Pech zijn een inheems volk in Honduras. Naar schatting bestaan er nog 2500 Pech, die hoofdzakelijk in het departement Olancho wonen. Ook bestaan er vier kleine Pech-dorpen nabij Trujillo, en een klein aantal nederzettingen in het natuurreservaat Río Plátano. De nederzettingen buiten Olancho zijn waarschijnlijk ontstaan in de periode dat Honduras werd gefrequenteerd door piraten uit Engeland, Frankrijk en Nederland. De Miskito-indianen hadden een goede verstandhouding met deze piraten en de Pech trokken ter bescherming naar de Miskito-gebieden.
De Pech spreken een eigen taal, die niet verwant is aan het Spaans. Het woord Pech betekent mensen in deze taal. Een woord voor mensen die geen Pech zijn bestaat ook: pech-akuá (andere mensen).
Oorspronkelijk leidden de Pech een nomadisch bestaan. Tegenwoordig bestaan ze met name van de verbouw van yuca en maïs. Hun behuizing beperkt zich nog steeds tot een verhoogde vloer en dak van bamboe, met soms één of twee schutten tegen de wind.
De Pech maken deel uit van de moderne Chibcha.
Ch'orti' · Garifuna · Jicaque · Lenca's · Miskito · Pech · Sumo